# London Zoo (album)
London Zoo – trzeci album studyjny brytyjskiego artysty Kevina Martina, występującego pod pseudonimem The Bug. Album ten, wydany w 2008 roku nakładem wytwórni Ninja Tune, zyskał pozytywne oceny krytyków muzycznych.

## Lista utworów
| 1.  | "Angry" (sł. Tippa Irie, Kevin Martin)      | 3:37  |
|     |                                             |       |
| 2.  | "Murder We" (sł. Ricky Ranking, Martin)     | 3:53  |
|     |                                             |       |
| 3.  | "Skeng" (sł. Killa P, Flow Dan, Martin)     | 4:39  |
|     |                                             |       |
| 4.  | "Too Much Pain" (sł. Ricky Ranking, Martin) | 3:54  |
|     |                                             |       |
| 5.  | "Insane" (sł. Warrior Queen, Martin)        | 3:29  |
|     |                                             |       |
| 6.  | "Jah War" (sł. Flow Dan, Martin)            | 2:56  |
|     |                                             |       |
| 7.  | "Fuckaz" (sł. Spaceape, Martin)             | 5:19  |
|     |                                             |       |
| 8.  | "You & Me" (sł. Roger Robinson, Martin)     | 4:06  |
|     |                                             |       |
| 9.  | "Freak Freak" (sł. Martin)                  | 4:53  |
|     |                                             |       |
| 10. | "Warning" (sł. Flow Dan, Martin)            | 3:47  |
|     |                                             |       |
| 11. | "Poison Dart" (sł. Warrior Queen, Martin)   | 6:06  |
|     |                                             |       |
| 12. | "Judgement" (sł. Ricky Ranking, Martin)     | 6:06  |
|     |                                             |       |
|     |                                             | 52:45 |
|     |                                             |       |

## Wydania
| Kraj              | Data             | Wytwórnia  | Nośnik                  | Numer katalogowy | Źródło             |
| ----------------- | ---------------- | ---------- | ----------------------- | ---------------- | ------------------ |
| Wielka Brytania   | 7 lipca 2008     | Ninja Tune | CD                      | ZENCD132         | [ 7 ] [ 9 ] [ 10 ] |
| Wielka Brytania   | 7 lipca 2008     | Ninja Tune | 3x płyta gramofonowa LP | ZEN132           | [ 7 ] [ 9 ] [ 10 ] |
| Świat             | 7 lipca 2008     | Ninja Tune | MP3 download            | ZENDNL132        | [ 7 ] [ 9 ] [ 10 ] |
| Stany Zjednoczone | 12 sierpnia 2008 | Ninja Tune | CD                      |                  | [ 7 ] [ 9 ] [ 10 ] |